# Vengeance 2005
Vengeance 2005 was een professioneel worstel-pay-per-viewevenement dat geproduceerd werd door World Wrestling Entertainment (WWE). Dit evenement was de vijfde editie van Vengeance en vond plaats in de Thomas & Mack Center in Las Vegas op 26 juni 2005.
De belangrijkste gebeurtenis was een Hell in a Cell match tussen de kampioen Batista en Triple H voor het World Heavyweight Championship. Batista won de match en verlengde de titel.

## Matchen
| Nr.                                                                          | Match | Winnaar(s)                 |
| ---------------------------------------------------------------------------- | --- | -------------------------- |
| -                                                                            | Rosey en The Hurricane (c) (met Super Stacy) vs. The Heart Throbs in een tag team match voor het World Tag Team Championship | Rosey en The Hurricane (c) |
| 1                                                                            | Carlito (c) vs. Shelton Benjamin in een een-op-eenmatch voor het WWE Intercontinental Championship                           | Carlito (c)                |
| 2                                                                            | Christy Hemme vs. Victoria in een een-op-een mach                                                                            | Victoria                   |
| 3                                                                            | Edge (met Lita) vs. Kane in een een-op-eenmatch                                                                              | Kane                       |
| 4                                                                            | Shawn Michaels vs. Kurt Angle in een een-op-eenmatch                                                                         | Shawn Michaels             |
| 5                                                                            | John Cena (c) vs. Christian vs. Chris Jericho in een Triple Threat match voor het WWE Championship                           | John Cena (c)              |
| 6                                                                            | Molly Holly vs. Victoria in een een-op-eenmatch                                                                              | Victoria                   |
| 7                                                                            | Batista (c) vs. Triple H in een Hell in a Cell match voor het World Heavyweight Championship                                 | Batista (c)                |
| (c) huidige kampioen voor en na de match \| (nc) nieuwe kampioen na de match | |                            |